# INS Shalki
L'INS Shalki (pennant number : S46) est un sous-marin diesel-électrique de classe Shishumar de la marine indienne. Il a été le premier sous-marin construit en Inde. Il a été lancé en 1987 par le défunt Premier ministre Rajiv Gandhi.

## Spécifications
L’INS Shalki a une longueur de 64,4 m, un maître-bau de 6,5 m et un tirant d'eau de 6 m. Son équipage est de 40 hommes dont 8 officiers. Son déplacement est de 1450 tonnes en surface, 1850 tonnes immergé. L’INS Shalki représente une avancée dans la conception de sous-marins, avec un équilibre entre les machines, le système d'armes et le confort de l’équipage. Les progrès de la métallurgie ont permis de construire une coque sous pression qui peut subir de fortes contraintes structurelles, ce qui améliore ses capacités à plonger profondément. La profondeur atteinte lors de ses essais est de 260 m (850 pieds).
Le sous-marin est propulsé au gazole et dispose d’un total de neuf moteurs. Il fonctionne avec des générateurs électriques, entraînant une hélice à sept pales en forme de faux, au design innovant, qui ajoute des nœuds supplémentaires à sa vitesse maximale. Il atteint une vitesse de 11 nœuds (19 km/h) en surface et 22 nœuds (31 km/h) immergé.
Son système d’armes comporte un ensemble de capteurs, principalement le sonar à réseau passif, qui lui permettent de maintenir une vigilance permanente à la mer. L’ordinateur de contrôle de tir principal numérique, dont les pages de menu s’affichent sur des écrans tactiles, commande le tir de l’armement. Son armement se compose de 14 torpilles actives/passives à guidage filaire AEG-SUT Mod 1 et de 24 mines à sangles externes. Contrairement aux sous-marins nucléaires, qui ont tendance à être très « bruyants » et facilement détectés par les sonars ennemis, l’INS Shalki a des qualités furtives. En cas de perception d’une menace, il peut déclencher le tir de ses torpilles à guidage filaire, qui peuvent détruire les navires de guerre ennemis.
Enfin, le sous-marin dispose d’un dispositif d’évacuation appelé « Rescue Sphere » qui peut sauver la vie des 35 membres d’équipage à bord. Cette sphère de sauvetage est une capsule ronde, de trois mètres de diamètre, qui peut accueillir en cas d’urgence tous les marins et officiers et les ramener en sécurité à la surface de l’océan. La capsule est en matière plastique renforcée de fibre de verre (PRV) et elle flotte sur l’eau. Elle contient également des dispositifs de communication et de la nourriture pour sept jours. Un tel dispositif de sécurité aurait pu éviter la tragédie du sous-marin russe Koursk de 18000 tonnes, si ce dernier en avait été doté.

## Carrière
L’INS Shalki est le troisième sous-marin de la classe Shishumar. Il a été construit par le chantier naval Mazagon. Il est le premier sous-marin construit en Inde. Lancé le 30 septembre 1989, l’INS Shalki a été mis en service le 7 février 1992 et est toujours en service actif. Il a été présenté lors de l'International Fleet Review qui s’est tenue à Bombay en février 2001.
ThyssenKrupp Marine Systems a remporté en 2016 un contrat pour moderniser le système de missiles UGM-84 Harpoon de l’INS Shalki et l’INS Shankul, un autre sous-marin de la même classe, lui aussi construit au chantier naval Mazagon à Bombay. De plus, Atlas Elektronik, qui est une unité opérationnelle de ThyssenKrupp Marine Systems depuis 2017, modernise les systèmes de combat et de capteurs de ces sous-marins.